# Gelis macroptera
Gelis macroptera är en stekelart som först beskrevs av Gabriel Strobl 1901.  Gelis macroptera ingår i släktet Gelis och familjen brokparasitsteklar. Inga underarter finns listade i Catalogue of Life.